# Gobiesox marmoratus
Gobiesox marmoratus är en fiskart som beskrevs av Leonard Jenyns 1842. Gobiesox marmoratus ingår i släktet Gobiesox och familjen dubbelsugarfiskar. Inga underarter finns listade i Catalogue of Life.